# Tasmanogobius gloveri
Tasmanogobius gloveri is een straalvinnige vissensoort uit de familie van grondels (Gobiidae). De wetenschappelijke naam van de soort is voor het eerst geldig gepubliceerd in 1991 door Hoese.